# Marc Narciso Dublan
Marc Narciso Dublan (ur. 20 stycznia 1974 w Barcelonie) – hiszpański szachista, arcymistrz od 2003 roku.

## Kariera szachowa
W 1987 i 1988 r. dwukrotnie zdobył tytuły wicemistrza Hiszpanii juniorów do lat 14. Wielokrotnie zdobywał medale w mistrzostwach Katalonii, zarówno w kategorii juniorów, jak i seniorów. W latach 2001 i 2007 reprezentował swój kraj w drużynowych mistrzostwach Europy, a w 2006 r. – na szachowej olimpiadzie w Turynie.
Do sukcesów Marca Narciso Dublana na arenie międzynarodowej należą:
- I m. w Ibi (1996),
- dz. II m. w Barcelonie (1996),
- I m. w La Pobla de Lillet (1999),
- I m. w Martinencu (2001),
- dz. I m. w Budapeszcie (2001, turniej First Saturday FS04 GM, wspólnie z Ferencem Berkesem),
- dz. II m. w Barcelonie (2002, za Javierem Camposem Moreno, wspólnie z m.in. Rolandem Berzinszem i Bogdanem Laliciem),
- I m. w Mondariz (2002),
- III m. w Badalonie (2005, za Wiktorem Moskalenko i Josepem Manuelem Lopezem Martinezem),
- dz. I m. w Barbera del Valles (2005, wspólnie z Arkadijem Rotsteinem),
- I m. w Montcada i Reixac (2006),
- I m. w Varbera del Valles (2006),
- I m. w Barcelonie (2006),
- dz. II m. w Badalonie (2007, za Aleksandrem Delczewem, wspólnie z m.in. Lewanem Aroszidze i Raszadem Babajewem),
- dz. I m. w Manresie (2007, wspólnie z Fidelem Corralesem Jimenezem),
- dz. II m. w Barcelonie (2007, za Friso Nijboerem, wspólnie z m.in. Mihailem Marinem, Ivanem Salgado Lopezem, Larsem Karlssonem, Davitem Szengelią i Sebastienem Fellerem),
- dz. II m. w Gironie (2008, za Josepem Manuelem Lopezem Martinezem, wspólnie z Jakubem Czakonem i Lewanem Aroszidze),
- dz. II m. w Figueres (2008, za Fidelem Corralesem Jimenezem, wspólnie z m.in. Aleksandrem Delczewem),
- dz. I m. w Illes Medes (2008, wspólnie z Konstantinem Maslakiem),
- dz. I m. w San Sebastian (2009, wspólnie z Arturem Koganem, Pablo Lafuente, Matejem Sebenikiem i Vinayem Bhatem),
- dz. I m. w Konyi (2009, wspólnie z Emre Canem).

Najwyższy ranking w dotychczasowej karierze osiągnął 1 lipca 2009 r., z wynikiem 2553 punktów zajmował wówczas 9. miejsce wśród hiszpańskich szachistów.